# MUSIC TRIBE TV
『MUSIC TRIBE TV』（ミュージック・トライブ・ティーブイ）は、2016年10月19日からOHK岡山放送で放送されている音楽情報番組。放送時間は毎週木曜（水曜深夜） 1:00 - 1:15 （日本標準時）。

## 概要
「音楽でつながる仲間」をテーマに2011年よりスタートした大型音楽フェス「MUSIC TRIBE」のTV番組版。岡山県出身のシンガーソングライターLugz&Jera（ラグズ・アンド・ジェラ）がナビゲーターとなり、毎回番組に迎えるゲストアーティストと共に岡山県・香川県の視聴者に向けて音楽情報を伝えている。。

毎週金曜日の午後7時から、イオンモール岡山1階haremachiスタジオで公開収録をおこなっている。

2017年4月8日、イオンモール岡山内の「おかやま未来ホール」で過去出演者を中心にした音楽イベント「MUSIC TRIBE TV SPECIAL LIVE」を開催。当日の模様はOHK岡山放送にて生放送された。

2019年4月から放送曜日と時間が変更となった。2019年6月から番組をリニューアル。

2020年5月から再び番組をリニューアル。Lugz&Jera自らディレクターを担当。7月から放送曜日がこれまでの日曜日から水曜日に変更となる。

## 出演者
- ナビゲーター：Lugz&Jera（ラグズ・アンド・ジェラ）（シンガーソングライター、プロデューサー、2016年10月19日 - ）

### 過去の主なゲスト
- 2016年：川島あい、ONE☆DRAFT、MAGIC OF LiFE、LEO、田中昌之元クリスタルキング、モン吉元ファンキーモンキーベイビーズ、MAY'S、CIMBA、半﨑美子、中西圭三、
- 2017年：ファンキー加藤、松本和将、今井ゆうぞう、大平伸正ghostnote、逗子三兄弟、まゆみゆ、Shout it Out、平山みき、畑中奈緒美、メロディー・チューバック、HIPPY、JAY'ED、HY (バンド)、シクラメン (グループ)、加藤玲奈・向井地美音（AKB48）、藤原あずさ（STU48）、TEE (歌手)、デイヴィッド・マシューズ (ピアニスト)、海北大輔、ホタルライトヒルズバンド、jammin'Zeb、MATT CAB、EARTHSHAKER、naom'ey、STU48、mimika、クリス・ハート、空想委員会、LL BROTHERS、まきちゃんぐ、MARCY・SHARA（EARTHSHAKER）、sun-go（SHOW-YA）、吉田山田、美元智衣
- 2018年：萌乃、門脇実優菜・佐野遥・福田朱里（STU48）、Full Of Harmony、白井貴子、ナガイケ ジョー（Scoobie Do）、ましのみ、RUNA、DJ MAYUMI、内田珠鈴、JAY’ED、まつもとななみ、BESTIEM、TSUKEMEN、MAPLEZ、大山裕、五十嵐はるみ、吉田山田、松本隆博
- 2019年：Advance Arc Harmony、SPICY CHOCOLATE、寿君、中村千尋、H!dE、D.tion、THE BEAT GARDEN、荒巻勇仁、ファンキー加藤、萌乃、田中昌之
- 2020年：荒井麻珠、EINSHTEIN、ジェームス西田

## スタッフ

### 過去のスタッフ
- 企画：株式会社MID、LUGZ MUSIC
- SW・カメラ：小川慎也
- 音声：澤野涼太
- 編集：京兼顕、和田真、大西貴也、澤野涼太
- オープニングタイトル：和田真
- 技術協力：OHKエンタープライズ
- 制作協力：ワークウインド
- ブッキング：古市達也
- プログラムディレクター：京兼顕
- アシスタントプロデューサー：小笹宏和
- プロデューサー：太田恵利花
- チーフプロデューサー：田中誠
- 制作著作：OHK岡山放送

## オープニングソング
- Lugz&Jera「MUSIC TRIBE～Be with You feat. JAY'ED」（2016年10月19日）
- Lugz&Jera「MUSIC TRIBE」（2016年10月26日）
- Lugz&Jera「逢いたくて~Stay with me~」（2016年11月2日～2017年3月29日）[注釈 2]

## エンディングソング
- ONE☆DRAFT「君に恋するオレの唄」（2016年10月19日～11月16日）
- LEO「君」（2016年11月23日～2017年3月29日）
- Lugz&Jera「Love For You」（2017年4月23日～5月31日）
- JAY'ED「The Paradise」（2017年6月7日～11月29日）
- 何故ナツミ「嘘まで欲しい」（2017年12月6日～12月20日）
- Full Of Harmony「OVER DRIVE」（2018年1月10日～1月24日）
- EINSHTEIN & 言xTHEANSWER「To U」（2018年2月7日～2月28日）
- Lugz&Jera「出逢ってくれてありがとう」（2018年3月7日～3月28日）
- RUNA「あなたがそばにいてくれるなら」（2018年4月4日～5月23日）
- Lugz&Jera「Home」（2018年6月6日～7月4日）
- CIMBA「NETFLIX&CHILL feat. KOWICHI」（2018年7月11日～10月3日）
- Lugz&Jera「Home」（2018年10月10日～12月19日）
- Lugz&Jera「YOU」（2019年1月9日～2019年5月26日）
- ファンキー加藤「希望のWooh」（2019年6月）
- BOYS AND MEN「頭の中のフィルム」（2019年7月）
- WAVE「BABY STAR」（2019年8月～9月）
- Lugz&Jera「NEON CITY」（2019年10月～）
- Lugz&Jera「Pink Lemonad」（2019年11月24日）
- Lugz&Jera「MUSIC TRIBE」（2019年12月1日）
- Full Of Harmony「僕に歌える歌があるなら」（2019年12月8日～12月22日）
- Lugz&Jera「HEAVEN」（2020年1月12日～2020年3月29日）
- WAVE「今夜は月が見えません」（2020年4月12日～5月3日）